# Sara (pel·lícula)
Sara és un telefilm dirigit per Sílvia Quer i protagonitzat per Laura Conejero.
La trama se centra en la vida de la Sara, un jove de classe alta que amaga els maltractaments físics i psicològics que li infligeix el seu marit, en Víctor, i que quan decideix explicar-ho ningú la creu.
Aquesta pel·lícula va ser la primera del seu tipus a rodar-se en gallec, sent una coproducció de diferents productores catalanes i gallegues: Televisió de Catalunya, Televisió de Galícia, ALEA TV, Ignacio Benedeti Cinema i Bausan Films. Es va estrenar a TV3, TVG i ALEA TV per primer cop el 25 de juny de 2003. La duració total de la pel·lícula és de 90 minuts.

## Argument
La Sara, interpretada per Laura Conejero, i en Víctor, interpretat per Manel Barceló, són un matrimoni benestant socialment i econòmicament, però la Sara pateix abusos físics i psicològics per part del seu marit.
Per assolir una plaça a la UNESCO en Víctor presentarà treballs realitzats per la seva dona signats per ell i, al no aconseguir la càtedra, començarà a maltractar la Sara. Com que són un matrimoni acomodat, la Sara decideix amagar-ho i patir l'abús en silenci. Aleshores en Víctor comença a ser-li infidel amb l'Elena, interpretada per la Sonia Castelo.
Finalment, quan la Sara decideix explicar els abusos que ha patit i demanar ajuda ningú no la creurà.

## Repartiment
El repartiment dels principals personatges de la pel·lícula és el següent:
| Actor / actriu original  | Personatge fictici |
| ------------------------ | ------------------ |
| Laura Conejero           | Sara               |
| Manel Barceló            | Víctor             |
| Anna Lizaran             | Mare               |
| Sonia Castelo            | Elena              |
| Manuel Botana            | Amadeo             |
| Paco Campos              | John O'Connor      |
| María Bouzas             | Assistent social   |
| María del Carmen Álvarez | Miss Hammann       |
| Laura Ponte              | Mamen              |